# Forța destinului
Forța Destinului, (Sp: La Fuerza del Destino), este o telenovelă mexicană produsă de Televisa în 2011. A fost protagonizată de David Zepeda și Sandra Echeverria și antagonizată de Gabriel Soto, Laisha Wilkins, Rosa Maria Bianchi și Juan Ferrara cu prima actriță Delia Casanova și participarea specială a actriței Leticia Calderon.

## Personaje principale
| Actor                  | Personaj                      | Rol             |
| ---------------------- | ----------------------------- | --------------- |
| David Zepeda           | Ivan Villagomez               | Protagonist     |
| Sandra Echeverria      | Lucia Lomeli Curiel           | Protagonist     |
| Lisha Wilkins          | Maripaz Lemoli Curiel         | Antagonistă     |
| Gabriel Soto           | Camilo Galvan                 | Antagonist      |
| Delia Casanova         | Carlota vda.Curiel            | Co-protagonistă |
| Rosa Maria Bianchi     | Lucrecia Curiel de Lomeli     | Antagonistă     |
| Juan Ferrara           | Juan Jaime Mondragon          | Antagonist      |
| Alejandro Tomamasi     | Gerardo Lomeli                | Co-protagonist  |
| Kika Edgar             | Carolina Munoz                | Co-protagonistă |
| Marcelo Cordoba        | Antolin Galvan                | Co-protagonist  |
| Pedro Armendáriz Jr.   | Anthony McGuire               | Co-protagonist  |
| Leticia Pedrigon       | Arcelia de Galvan             | Co-protagonistă |
| Lucero Lander          | Esther Domínguez de Mondragón |                 |
| Yuliana Peniche        | Carmen Galvan                 |                 |
| Ignacio Guadalupe      | Benito                        | Co-protagonist  |
| Ferdinando Valencia    | Saul Mondragon                |                 |
| Jauma Mateu            | David Mondragon Dominguez     |                 |
| Roxana Rojo de la Vega | Judith Mondragon              |                 |
| Alfonso Iturralde      | Silvestre Galvan              |                 |

### Participare specială
- Leticia Calderon-Alicia Villagomez

## Premii

### Premios ACE 2012
| Category                                  | Person         | Results      |
| ----------------------------------------- | -------------- | ------------ |
| Cea mai bună telenovelă                   | Rosy Ocampo    | Câștigătoare |
| Cea mai bună actriță într-un rol secundar | Delia Casanova | Câștigătoare |

### TVyNovelas Awards 2012(Premiile TVyNovelas 2012)
| Categoria                         | Nominalizat(a)                                           | Rezultat     |
| --------------------------------- | -------------------------------------------------------- | ------------ |
| Cea mai bună telenovelă           | Forta Destinului                                         | Castigatoare |
| Cea mai bună actriță protagonistă | Sandra Echeverria                                        | Câștigătoare |
| Cel mai bun actor protagonist     | David Zepeda                                             | Nominalizat  |
| Cea mai bună actriță antagonistă  | Laisha Wilkins                                           | Nominalizată |
| Cel mai bun actor antagonist      | Juan Ferrara                                             | Câștigător   |
| Cea mai bună actriță              | Delia Casanova                                           | Câștigătoare |
| Cea mai bună temă muzicală        | La Fuerza del Destino-Sandra Echeverria and Marc Anthony | Nominalizată |
| Cel mai bun scenariu sau adaptare | Maria Zarattini and Claudia Velazco                      | Câștigător   |

## Difuzare internațională
| Țara      | Titlul adaptat         | Canal TV               | Premiera           | Final             |
| --------- | ---------------------- | ---------------------- | ------------------ | ----------------- |
| Romania   | Forța Destinului       | Acasă TV               | 26 martie 2012     | 29 mai 2012       |
| Ungaria   | A végzet hatalma       | STORY4                 | 9 ianuarie 2012    |                   |
| Chile     | La Fuerza del Destino  | Mega TV                | 4 ianuarie 2012    |                   |
| Spania    | La Fuerza del Destino  | La 1                   | 14 septembrie 2011 |                   |
| Serbia    | Tajna ljubav           | RCN Pink               | 12 septembrie 2011 |                   |
| Polonia   | Miłość i przeznaczenie | TV Puls                | 5 septembrie 2011  |                   |
| USA       | La Fuerza del Destino  | Univision              | 2 august 2011      | 26 decembrie 2011 |
| Peru      | La Fuerza del Destino  | América TV             | 23 mai 2011        | 11 noiembrie 2011 |
| Venezuela | La Fuerza del Destino  | Televen                | 5 mai 2011         |                   |
| Colombia  | La Fuerza del Destino  | RCN TV                 | 2 mai 2011         | 30 Iunlie 2011    |
| Mexico    | La Fuerza del Destino  | Canal de las Estrellas | 14 martie 2011     | 31 iulie 2011     |